# Oude Wilgeman
De Oude Wilgeman (Engels: Old Man Willow) is een figuur uit het boek In de ban van de Ring van J.R.R. Tolkien. Hij komt enkel voor in deel een van de trilogie, De Reisgenoten.
De Oude Wilgeman is de belangrijkste oorzaak van het kwaadaardige karakter van het Oude Woud, het bos ten oosten van De Gouw. De aard van de Oude Wilgeman is niet helemaal duidelijk: is hij een boom of een Ent. Zoals Boombaard het uitlegt kan de aard van bomen en Enten in de loop van de tijd veranderen. Hij beschrijft hoe dat Enten op den duur slaperig, 'boomachtig' kunnen worden, terwijl sommige bomen meer levendig kunnen worden, 'Entachtig'. Maar het meest waarschijnlijk is dat de Oude Wilgeman een boom is die kwaadaardig is geworden. Een slechtheid die nog stamt uit de tijd van de Grote Duisternis. In de loop der tijd heeft de Oude Wilgeman van zijn standplaats aan de Wilgewinde bijna het hele Oude Woud in zijn macht gekregen. Met liederen van kwaad legde hij een betovering over het woud, waardoor alle paden op den duur uitkwamen aan de Wilgewinde. Daar eenmaal aangekomen weefde hij een lied van slaap wat hem in staat stelde af te rekenen met reizigers die door het Oude Woud trokken. Dat lot viel bijna de hobbits Frodo, Sam, Merijn en Pepijn ten deel. Maar zij konden gered worden door ingrijpen van Tom Bombadil. Slechts enkele reizigers met veel ervaring konden aan de Oude Wilgeman ontkomen.
In de verfilming van het boek komt hij niet voor in de bioscoopversie. In de extended edition zijn Merijn en Pepijn te gast bij Boombaard en worden slachtoffer van de Oude Wilgenman die door de schrijvers van de film als eerbetoon aan het boek is verplaatst naar Fangorn. De beide Hobbits worden door Boombaard bevrijd met dezelfde bezwering die Tom Bombadil gebruikt in het boek.